# Jewhen Marussjak
Jewhen Ihorowytsch Marussjak (ukrainisch Євген Ігорович Марусяк, wiss. Transliteration Jevhen Ihorovyč Marusjak; * 16. März 2000) ist ein ukrainischer Skispringer.

## Werdegang
Marussjak, der bereits im März 2014 erstmals ukrainischer Meister von der Mittelschanze in Worochta wurde, gab sein internationales Debüt im September 2014 beim FIS-Cup-Springen im polnischen Szczyrk. Es dauerte jedoch bis zum Januar 2016, ehe er in Zakopane erstmals FIS-Cup-Punkte gewinnen konnte. Kurz darauf gab er in Bischofshofen sein Debüt im Continental Cup, blieb jedoch chancenlos. Auch bei den Junioren-Skiweltmeisterschaften 2016 in Râșnov reichte es nur zum 49. Platz. In den folgenden Monaten und Jahren konkurrierte Marussjak regelmäßig erfolglos im Continental Cup. Bei den Junioren-Skiweltmeisterschaften 2017 in Soldier Hollow erreichte er lediglich den 56. Rang, wohingegen er sich beim Europäischen Olympischen Winter-Jugendfestival 2017 im türkischen Erzurum auf dem 21. Platz einreihte.
Bei den ukrainischen Skisprungmeisterschaften im Februar 2018 gewann Marussjak sowohl von der Normal- und Mittelschanze als auch mit dem Team den Meistertitel. Seine erste internationale Platzierung unter den besten Zehn erreichte er im Januar 2019 im FIS Cup, als er von der Wielka Krokiew in Zakopane Achter wurde. Bei den Junioren-Skiweltmeisterschaften 2019 in Lahti belegte Marussjak den 52. Platz. Marussjak war Teilnehmer an den Nordischen Skiweltmeisterschaften 2019 in Seefeld in Tirol, verpasste allerdings sowohl von der Normal- als auch von der Großschanze die Qualifikation für den entscheidenden Wettbewerb.
Mitte Juli 2019 startete Marussjak im kasachischen Schtschutschinsk in den Sommer. Nachdem er dort zunächst im FIS Cup antrat, belegte er beim ersten Continental-Cup-Springen den zwölften Platz. Dies stellte sein bis dato bestes Karriereergebnis dar. Darüber hinaus holte er so seine ersten Continental-Cup-Punkte, womit er für die Wettbewerbe des Grand Prix sowie des Weltcups zwei Jahre lang startberechtigt ist. Zum Abschluss des Sommer-Continental-Cups in Klingenthal gelang ihm mit Erreichen des dreizehnten Ranges bei starker Konkurrenz erneut ein Achtungserfolg. Im Winter versuchte Marussjak hin und wieder, sich für ein Weltcup-Springen zu qualifizieren, scheiterte aber meist deutlich. Im Continental Cup ging er nicht mehr an den Start und beendete die Saison daher auf dem 98. Platz.
Bei seinem ersten internationalen Wettkampf im Sommer 2020 gewann Marussjak am 3. Oktober von der Trambulina Valea Cărbunării in Râșnov erstmals im FIS Cup. Mitte November 2020 versuchte sich Marussjak beim Weltcup-Auftakt in Wisła, verpasste allerdings deutlich die Qualifikation für den Wettbewerb. In den folgenden Wochen zog er sich zum Training zurück, ehe er bei der Skiflug-Weltmeisterschaft 2020 von der Letalnica in Planica erstmals an einem Skiflugwettbewerb teilnahm. Marussjak schied erneut in der Qualifikation aus und es gelang ihm auch nicht, seine persönliche Bestweite bei einem offiziellen FIS-Wettbewerb zu überbieten. Bei den Nordischen Skiweltmeisterschaften 2021 in Oberstdorf scheiterte Marussjak an der Qualifikation für das Entscheidungsspringen von der Normalschanze, konnte sich aber in der zweiten WM-Woche für das Großschanzenspringen qualifizieren. Dort belegte er nach einem Sprung auf 109 Metern den 39. Platz. Tags darauf wurde er gemeinsam mit Anton Kortschuk, Andrij Waskul und Witalij Kalinitschenko Dreizehnter im Team.
Bei den Olympischen Winterspielen 2022 in Peking belegte Marussjak den 47. Platz im Einzelspringen von der Normalschanze und den 50. Platz von der Großschanze.
Am 27. Januar 2023 verbesserte er im Training für das Weltcup-Skifliegen am Kulm den ukrainischen Landesrekord auf 200,5 Meter. In der Qualifikation zwei Tage später verbesserte er diesen auf 210 Meter und qualifizierte sich damit für den Wettbewerb. Im ersten Durchgang stellte er seinen Rekord ein und kam in den Finaldurchgang. Am Ende des Wettbewerbs belegte er den 26. Platz und holte damit seine ersten Weltcuppunkte. Er war der erste Ukrainer nach Witalij Schumbarez im Februar 2010, der in die Punkteränge eines Weltcupspringens kam.

## Erfolge

### Continental-Cup-Siege im Einzel
| Nr. | Datum            | Ort         | Typ         |
| --- | ---------------- | ----------- | ----------- |
| 1.  | 12. Februar 2023 | Klingenthal | Großschanze |

## Statistik

### Weltcup-Platzierungen
| Saison  | Platz | Punkte |
| ------- | ----- | ------ |
| 2022/23 | 54.   | 21     |
| 2023/24 | 45.   | 57     |
| 2024/25 | 40.   | 76     |

### Grand-Prix-Platzierungen
| Saison | Platz | Punkte |
| ------ | ----- | ------ |
| 2021   | 64.   | 17     |
| 2023   | 27.   | 75     |
| 2024   | 40.   | 59     |

### Continental-Cup-Platzierungen
| Saison  | Sommer | Sommer | Winter | Winter | Gesamt | Gesamt |
| Saison  | Platz  | Punkte | Platz  | Punkte | Platz  | Punkte |
| ------- | ------ | ------ | ------ | ------ | ------ | ------ |
| 2019/20 | 058.   | 046    | –      | –      | 098.   | 046    |
| 2021/22 | 070.   | 022    | –      | –      | 117.   | 022    |
| 2022/23 | –      | –      | 037.   | 136    | 048.   | 136    |
| 2023/24 | 037.   | 028    | 065.   | 032    | 070.   | 060    |

### Schanzenrekorde
| Schanze                     | Ort     | Land      | Weite   | aufgestellt am   | Rekord bis       |
| --------------------------- | ------- | --------- | ------- | ---------------- | ---------------- |
| Bloudkova velikanka (HS102) | Planica | Slowenien | 103,0 m | 25. Februar 2023 | 25. Februar 2023 |